# آسك إف إم
آسك إف إم (بالإنجليزية: Ask.fm) هو موقع تواصل اجتماعي خاص بالأسئلة بإمكان المستخدم إنشاء صفحة من خلاله لإرسال الأسئلة للعديد من المستخدمين ويمكن للمستخدم أيضًا إستقبال الأسئلة من الأصدقاء أو من شخص مجهول على حسب الخيارات التي قام باختيارها المستخدم، ويمكن ايضاً إرسال السؤال لعدة اشخاص، ولكن لا يمكن للمستخدم اختيار أكثر من 50 صديق في إرسال السؤال. وهو متوفر على اللغة العربية والعديد من اللغات.

## تأسيس الموقع
تم تأسيس الموقع في يوم 16 يونيو 2010، كمُنافس لموقع Spring.me المعروف بـ Form spring إلا أنه تجاوز هذا الأخير من حيث الشهرة العالمية.تم إطلاق Ask.fm بهدف «خلق مكان يمكن للشباب فيه طرح الأسئلة على بعضهم البعض التي تشكل عالمهم».

## نبذة تاريخية
- يونيو 2010

تم إنشاء Ask.fm من قبل الأخوين Ilja و Mark Terebin كمنافس لطرح الأسئلة والإجابة على شبكة Formspring الاجتماعية.
- ديسمبر 2011

تم تقديم إعدادات الخصوصية إلى Ask.fm ، بما في ذلك خيار تعطيل الأسئلة المجهولة.
- سبتمبر 2013

سيارا بوغسلي، 15 سنة، وجدت ميتة في غابة بالقرب من منزلها في مقاطعة ليتريم، أيرلندا. كانت هذه هي المرة الأولى من بين عدة حالات انتحار للمراهقين مرتبطة بسوء المعاملة عبر Ask fm.
- أغسطس 2013

تم العثور على هانا سميث، 14 سنة، مشنوقة في منزلها في لوتيرورث، ليسيسترشاير. يُعتقد أنها قتلت نفسها بعد أن تعرضت للتنمر في الموقع.
- أغسطس 2013

يحث رئيس الوزراء ديفيد كاميرون الناس على مقاطعة المواقع التي لا «تتغلب على المشكلة» وتعالج الإساءة عبر الإنترنت. قال إنه بعد وفاة هانا سميث «المأساوية تمامًا»، كان على القائمين على إدارة المواقع «تنظيف أفعالهم».
- 19 أغسطس 2013

تم إجراء التغييرات لجعل Ask.fm أكثر أمانًا في أعقاب حالات التنمر عبر الإنترنت. وقالت إنها ستعرض جميع التقارير في غضون 24 ساعة، وستجعل زر الإبلاغ أكثر وضوحًا، وتشمل التنمر والمضايقات كفئة للتقرير.
- سبتمبر 2013

في استطلاع 2013 السنوي للتسلط عبر الإنترنت من قبل مؤسسة خيرية Ditch the Label ، تم تسمية Ask.fm كواحد من الأماكن الثلاثة التي يحتمل أن يتعرض فيها المراهقون للتنمر عبر الإنترنت، إلى جانب Facebook و Twitter.
- شباط 2014

Ask.fm تطلق «مركز الأمان» الذي يحتوي على نصائح وإرشادات لمستخدمي الموقع وأولياء أمورهم.
- ديسمبر 2024

في 1 ديمسبر 2024 تم إغلاق المنصة بشكل نهائي بعدما صرحت إدارة الشركة بأن المنصة تعاني من انخفاض شديد في معدل المستخدمين، ومنذ أكتوبر 2024 أغلقت خاصية إنضمام المستخدمين الجدد، بعد شهرين تم إغلاق المنصة وحذف الموقع من على موقع Google وأيضًا حذف التطبيق من متجري Apple و Google play.
بيان مجلس إدارة الشركة “لسوء الحظ، لم تعد منصتنا تلبي احتياجات مستخدمي وسائل التواصل الاجتماعي الحديثة. شكرًا لكل من اهتم بالأسئلة وأعطى إجابات صادقة بجرأة. نأمل أن تكون هذه مغامرة ممتعة بالنسبة لك،”

## التاريخ

### 2010–2014: الخلافات حول الإطلاق والتسلط عبر الإنترنت
تم إنشاء الموقع في لاتفيا من قبل الأخوين Ilja (Iļja) و Mark Terebin (Marks Terebins) و Oskars Liepiņš و Valērijs Vešņakovs و Klāvs Sinka ،  وتم إطلاقه في 16 يونيو 2010، كمنافس لـ فورمسبرينغ ‏. بحلول عام 2013، وصل ASKfm إلى 65 مليون مستخدم مسجل وواصل نموه بحوالي. 300000 مستخدم جديد يوميًا.
في 6 أغسطس 2013، أفيد بأن هانا سميث، فتاة تبلغ من العمر 14 عامًا من ليسيسترشاير، إنجلترا، قتلت نفسها، وأن والدها ألقى باللوم في وفاتها على ردود التنمر عبر الإنترنت التي تلقتها على موقع. ودعا إلى تشديد الرقابة على مواقع التواصل الاجتماعي مثل Ask.fm ، قائلاً إنه رأى الإساءة التي تلقتها ابنته وكان من الخطأ أن تكون مجهولة المصدر. مكالمات عائلة Smith ردد والدا Goosnargh ، لانكشاير المراهق Joshua Unsworth ، الذي ورد أنه تعرض للتنمر الإلكتروني على الموقع قبل انتحاره.
بعد انتحار سميث، دعا رئيس الوزراء البريطاني ديفيد كاميرون إلى مقاطعة مواقع الويب التي لا تتحمل مسؤولية التعامل مع التنمر الإلكتروني على مواقعها. استجاب العديد من المعلنين بقطع الروابط مع الموقع، بما في ذلك (من بين آخرين) أنقذوا الأطفال،  إيباي، BT وفودافون قد توقفت بالفعل عن الإعلان على الموقع.
ردت الشركة بالقول إنها «سعيدة بمساعدة الشرطة». ASKfm يؤدي أيضًاted تدقيقًا داخليًا وإجراء تغييرات على سياسات الأمان وفقًا لذلك. قبل كل شيء، قاموا بتحسين وظائف الإبلاغ والحظر، كما قاموا بتعيين المزيد من موظفي الإشراف لمراجعة التقارير في غضون 24 ساعة من استلامها. شجع ASKfm أيضًا المزيد من المستخدمين على أن يكون لديهم حسابات مسجلة، حتى تتمكن الشركة من التقاط بيانات IP لأغراض السلامة.
وأظهر التحقيق الإضافي أنه لا توجد أدلة كافية تشير إلى أن استخدام موقع ASKfm أدى إلى وفاة الفتاة الصغيرة. في الواقع، كشف الرقيب واين سيمونز أن هانا كانت ترسل «رسائل تنمر وعدوانية» إلى نفسها. لاحقًا أصبحت قضية هانا سميث للتنمر الذاتي موضوعًا البحث الأكاديمي.

### 2014–2016: تم شراؤها بواسطة IAC ، مخاوف بشأن المحتوى الإرهابي، والتعاون مع مراكز الأمان
في أغسطس 2014، تم شراء الموقع من قبل IAC ، التي تمتلك أيضًا أسك دوت كوم، مع إعلان IAC عن نيتها إعادة التركيز على السلامة. منذ الاستحواذ، تضمنت التغييرات نحو هذا الهدف الانفصال طرق مع مؤسسي Ask.fm ، تاروش، الذين وصفهم الرئيس التنفيذي لشركة Ask.com دوج ليدز بأنها تتبع نهج «عدم التدخل» في الأمان  والعمل مع المدعي العام في نيويورك  و Maryland Attorn ey General  لإنشاء خطة للموقع. منذ ذلك الحين، أعادت Ask.fm النظر في سياسات أمان المستخدم وأطلقت مجلسًا استشاريًا للسلامة يتألف من خبراء في السلامة الرقمية،  بالإضافة إلى مركز الأمان.
منذ أن استحوذت IAC على Ask.fm ،  نقلت مقرها الرئيسي إلى دبلن، أيرلندا. التقى مسؤولو Ask.fm مع وزارة الأطفال للتأكد من اتخاذ الخطوات المناسبة «للتحسين بشكل ملحوظ» الحماية على موقع الويب.
في عام 2014، وثقت بي بي سي نيوز استخدام Ask.fm من قبل داعش للتجنيد وتقديم المشورة. قال متحدث باسم Ask.fm إن الشركة لا تسمح بإجراء مكالمات للعنف أو النشاط الإجرامي. ظلت حسابات داعش نشطة بعد أسبوع من الإبلاغ عنها.
انضمت الشركة لاحقًا إلى منتدى الإنترنت التابع للمفوضية الأوروبية في عام 2015 للحد من انتشار المحتوى الإرهابي  وتنفذ مبادرة قاعدة بيانات التجزئة المشتركة للصناعة لاكتشاف المحتوى الإرهابي غير القانوني  وانضمت أيضًا إلى الأمم المتحدة [https: //www.techagainstterrorism .org / Tech Against Terror].

### 2016 إلى الوقت الحاضر: تم شراؤها بواسطة Noosphere وخطط العملة المشفرة الجديدة
في عام 2016، باعتها IAC إلى Noosphere ، وهي شركة لإدارة الأصول مقرها كاليفورنيا والتي تمتلك أيضًا العديد من خدمات المقامرة عبر الإنترنت ومزود الأمن السيبراني.
في نفس العام، أجرى ASKfm تغييرًا كبيرًا في العلامة التجارية، وغير الشعار، وأجرى العديد من التحسينات على الواجهة. أيضًا، يمكن للمستخدمين الآن تغيير لون الواجهة وإضافة صورة خلفية.
في عام 2017، وصل ASKfm إلى 215 مليون مستخدم مسجل وظل أكبر شبكة أسئلة وأجوبة في العالم.
في عام 2017، قدمت ثلاث ميزات جديدة - استطلاعات الصور، والصياح، واكتشاف. تسمح استطلاعات الصور بالتصويت لإحدى الصورتين في المنشور. الصراخ هو سؤال يُطرح على مستخدمي ASKfm عشوائيين في مكان واحد. Discover هو موجز منفصل للإجابات الأكثر إثارة للاهتمام في البلد.
في عام 2017، دخل ASKfm أيضًا في شراكة مع شركة Koko ، وهي شركة تقدم خدمة مدعومة بالذكاء الاصطناعي في اكتشاف المحتوى الضار. تهدف الشراكة إلى معالجة ظاهرة «التنمر الذاتي» من خلال الكشف عن مثل هذه الحالات وتقديم دعم شخصي في حالات الكوارث.
في عام 2018، تعاونت ASKfm مع المؤسسة الخيرية البريطانية The Diana Award والدكتورة ليندا بابادوبولوس لإجراء بحث حول كيفية تأثير الحياة على الإنترنت في الطريقة التي يبني بها الشباب هويتهم. سمحت النتائج لهم بإنشاء حزمة من المواد التعليمية للاستخدام للشباب والآباء والمعلمين.
في عام 2018، أطلق ASKfm فكرة ASKfm 2.0. وفقًا لخطط فريق ICO ، ستكون شبكة اجتماعية قائمة على blockchain مع عملة مشفرة داخلية خاصة بها تسمى ASK Token ، حيث سيتم مكافأة المستخدمين على محتواهم. كجزء من العرض الترويجي، تم إرسال فريق من أربعة أفراد لتسلق جبل إفرست ودفن معدات تحتوي على 50 ألف دولار من العملة في القمة. على الرغم من أن الصعود كان ناجحًا، إلا أن متسلقًا شيربا الذي ساعد الفريق قد تم تركه في الخلف أثناء الهبوط ويُفترض أنه مات.
في عام 2018، أنشأ ASKfm عملته داخل التطبيق - العملات المعدنية وخلاصة منفصلة مقابل مقابل لاستطلاعات الصور.
في عام 2019، أصدر الفريق قوائم المتصدرين، وهي الميزة التي تعرض المستخدمين الأكثر نشاطًا على النظام الأساسي والإكرامية، والتي تتيح مكافأة إجابات المستخدمين بالعملات المعدنية.
منذ عام 2020، التسجيل مطلوب لعرض الملفات الشخصية.
تطبيق ASKfm متاح لنظامي iOS و Android.

## إمكانية المشاركة
بإمكان المستخدم نشر صفحته على الآسك إف إم في مواقع التواصل الاجتماعي، مثل: تويتر، فيس بوك، تمبلر وجوجل بلس.

## التطبيق
تم إطلاق تطبيق آسك إف إم في متجريّ آبل ستور وجوجل بلاي وبإمكان المستخدم تحميل التطبيق على الهاتف النقال والأجهزة اللوحية